# 알락쇠오리
알락쇠오리(영어: long-billed murrelet, Brachyramphus perdix)는 북태평양의 작은 바닷새이다. 알락쇠오리는 19세기 후반에 인간이 둥지가 있는 나무를 벌목하기 시작하면서 개체수가 빠르게 감소하기 시작했다. 캐나다와 알래스카에서 감소세는 크게 눈에 띄지 않는데 개체수가 훨씬 더 많고 조사 기법이 변경사항을 감지할만큼 성숙하지 않았기 때문이다.
알락쇠오리는 크기가 작은 편(25 센티미터)이며 검은 색의 가는 부리를 지니고 있다. 날개와 깃털은 계절에 따라 다양하다.

## 같이 보기
- 바닷새
- 깃대종
- IUCN 적색 목록